# Горбачёв, Тимофей Фёдорович
Тимофе́й Фёдорович Горбачёв (1900—1973) — советский учёный в области горной науки, член-корреспондент АН СССР (1958), Герой Социалистического Труда (1948).

## Биография
Родился 23 июня (6 июля) 1900 года в деревне Троицкое (ныне — в Шацком районе, Рязанская область). Вскоре семья переехала в Читу, где он окончил реальное училище.
В 1919 году работал в порту Аян на побережье Охотского моря на изыскательских работах для постройки Аян-Нельканского тракта.
В рядах РККА сражался на фронтах гражданской войны в Забайкалье, в районе Иркутска и в операциях по разгрому белогвардейской экспедиции генерала Пепеляева в Якутии в 1923 году. В 1923 году был демобилизован.
В 1928 году окончил горный факультет Томского технологического института (ныне университета).
С 1929 года работал на угольных предприятиях: заведовал горными работами, был проектировщиком, главным инженером проекта. Одновременно в 1931—1932 годах преподавал в Томском технологическом институте.
С 1933 года — главный инженер шахты «Центральная» (Осинниковский рудник), с 1936 года — директор Кузнецкого научно-исследовательского угольного института; в 1937—1942 годах — начальник технического отдела комбината «Кузбассуголь».
С 1942 года — главный инженер треста «Кемеровоуголь», с 1943 года — треста «Осинникиуголь». В 1946—1959 годах — главный инженер комбината «Кузбассуголь»; работал над созданием и внедрением прогрессивной техники добычи угля, реконструкцией и строительством новых шахт. В соавторстве с В. Воробьёвым, И. Патрушевым и Ф. Куфаревым создавал механизированные передвижные крепи. С ними же в соавторстве в 1947—1948 годах. был разработан и испытан первый в мировой практике очистной струговый агрегат «Кузбасс-1» с передвижной гидрофицированной крепью. В 1949 году Горбачёв сконструировал и испытал фронтальный комбайн и механизированную крепь «Кузбасс» для разработки тонких и средней мощности пластов пологого и наклонного падения.
Член ВКП(б) с 1942 года.
В 1950—1954 годах был ректором Кемеровского горного института, с 1951 года — профессор.
С 1954 года — председатель Западно-Сибирского филиала АН СССР (Новосибирск). В 1958—1971 годах — заместитель председателя Сибирского отделения АН СССР (основано в 1957 году). В 1958 году создал и до 1972 года возглавлял лабораторию горного давления в ИГД СО АН СССР. Председатель Научного совета по механике горных пород и проблемам горного давления в СО АН СССР (1960—1973). Там же занимался организационной работой по народно-хозяйственному использованию взрыва. Являлся главным редактором журнала «Физико-технические проблемы разработки полезных ископаемых».
Умер 20 декабря 1973 года. Похоронен в Новосибирске на Южном (Чербузинском) кладбище.

## Научная деятельность
В 1944 году защитил кандидатскую диссертацию.
Автор более 70 научных работ и 15 изобретений по системам разработки мощных крутопадающих угольных пластов, геомеханике и приборам, средствам механизации горного производства.
- Соавтор капитального труда «Разработка угольных месторождений Кузбасса» (1959).
- С 1965 года — главный редактор созданного по его инициативе научного журнала «Физико-технические проблемы разработки полезных ископаемых».
- Редактор труда «Горное давление на мощных крутых пластах» (1967).

## Награды
- Сталинская премия третьей степени (1949) — за разработку и внедрение в угольную промышленность нового типа ламп (взрывобезопасных конструкций шахтных светильников)
- три ордена Ленина
- орден Трудового Красного Знамени
- орден «Знак Почёта»
- медали
- почётный знак «Шахтёрская слава» 1 и 2 степеней.

## Семья
Из троих сыновей Т. Ф. Горбачёва двое стали горными инженерами.
- Дмитрий Горбачёв (род. в 1927 году) — кандидат технических наук, занимал должности главного инженера треста «Кемеровоуголь» и угледобывающих предприятий Кузбасса, директора шахты «Чертинская-Южная», в 1968 году был назначен директором института «Сибгипрошахт», начальник Всесоюзного объединения «Зарубежуголь» (Москва) в 1975—1980 годах. Заведующий отделением подземных разработок угольных месторождений ИГД им. А. А. Скочинского в 1980—2002 годах[5].
- Алексей Горбачёв (1935—1982) — после окончания ТПИ в 1957 году, работал инженером в институте «Сибгипрошахт», далее научным сотрудником в ИГД СО АН СССР, ИТПМ СО АН СССР, ВЦ СО АН СССР, прошёл путь от младшего научного сотрудника до заведующего лабораторией, в 1967 году защитил кандидатскую диссертацию[6].

## Память
- Память о Горбачёве увековечена на мемориальной доске на здании Института горного дела.
- В 2011 году Кузбасскому государственному техническому университету присвоено имя Т.Ф. Горбачева[7].